# Batalha de Mutina (43 a.C.)
A Batalha de Mutina foi um confronto militar travado entre as forças da República de Roma e as tropas do cônsul Marco Antônio. Foi lutada em 21 de abril de 43 a.C. na cidade italiana de Mutina (atual Módena).

## A batalha
Um ano após a morte de Júlio César, as negociações entre Marco Antônio e o senado romano falharam. Antônio foi então forçado a deixar Roma em 43 a.C. Ele reuniu suas legiões e seguiu para o norte. O governador da Gália Cisalpina, Décimo Júnio Bruto Albino, um dos assassinos de César e um dos principais inimigos de Marco Antônio, moveu suas tropas até a cidade de Mutina (atual Módena) para parar o cônsul em fuga. Os generais Aulo Hírcio e Pansa foram enviados para auxiliar Bruto. No caminho, se uniram a eles as tropas do jovem Otaviano, filho adotivo de Júlio César.
Antônio ordenou que suas forças atacassem Pansa que acabou sendo morto no que se desenrolou na batalha do Fórum dos Galos. O cônsul não pode usar esta vitória pois quando os reforços de Aulo Hírcio chegaram, ele foi forçado a recuar. Seis dias depois, em Mutina, o principal combate aconteceu.
Hírcio, apoiado por Otaviano, atacou o acampamento de Antônio aos arredores de Mutina. Aulo Hírcio morreu durante a investida. Otaviano assumiu o controle do exército da república e forçou Marco Antônio a recuar até a Gália (atual França).
Otaviano foi o principal beneficiado da vitória em Mutina. Apesar de não ter participado diretamente de muita ação durante os combates, ele emergiu, logo após a batalha, como o homem forte em Roma, ganhando a glória de ter "salvado a república". Em vez de perseguir Antônio ao norte, o jovem Otaviano marchou com suas legiões para o sul e adentrou na cidade de Roma e coagiu o senado a declará-lo cônsul.